# デビュタントステークス (アイルランド)
デビュタントステークス（英語: Debutante Stakes）は、アイルランドのカラ競馬場で毎年8月に行われる、2歳牝馬限定の競馬のG2競走。

## 歴史
もともとはフェニックスパーク競馬場において6ハロンで開催されており、G3に格付けされていた。1991年にカラ競馬場に開催場所が移され、リステッド競走に降格した。1994年にはさらにレパーズタウン競馬場に移動され、距離が7ハロンに延長された。
2000年にはカラ競馬場開催に戻り、2001年にG3に再昇格された。2004年にはさらにG2に昇格した。2006年・2008年～2009年はレパーズタウン競馬場で開催されたが、2010年以降はカラ競馬場での開催が続いている。

## 歴代優勝馬（2000年以降）
- 2000  Affianced
- 2001  Saranac Lake
- 2002  Rainbows for All
- 2003  Necklace
- 2004  Silk and Scarlet
- 2005  Rumplestiltskin
- 2006  Gaudeamus
- 2007  Campfire Glow
- 2008  Again
- 2009  Lillie Langtry
- 2010  Laughing Lashes
- 2011  Maybe
- 2012  My Special J's
- 2013  Tapestry
- 2014  Raydara
- 2015  Ballydoyle
- 2016  Rhododendron
- 2017  Magical
- 2018  Skitter Scatter
- 2019  Alpine Star
- 2020  Pretty Gorgeous
- 2021  Agartha
- 2022  Meditate[2]
- 2023  Vespertilio[3]
- 2024  Bedtime Story[4]